# Rivière Causapscal Sud
Pour les articles homonymes, voir Causapscal (homonymie).
La rivière Causapscal Sud [kozapskal] est un cours d'eau douce coulant dans la municipalité régionale de comté (MRC) de La Matapédia, dans les régions du Bas-Saint-Laurent, dans l'est du Québec, au Canada.
Le cours de la rivière Causapscal Sud draine successivement les cantons de :
- La Vérendrye, dans le territoire non organisé de Lac-Casault ;
- Casault, dans le territoire non organisé de Lac-Casault ;
- Lagrange, dans le territoire non organisé de Ruisseau-des-Mineurs.

Cette rivière de la vallée de la Matapédia se déverse sur la rive sud de la rivière Causapscal laquelle descend vers le sud jusqu'à la rive est de la rivière Matapédia, en plein cœur de la ville de Causapscal. La rivière Matapédia coule à son tour vers le sud, jusqu'à la rive nord de la rivière Ristigouche. Cette dernière coule vers l'est pour se déverser sur la rive ouest de la baie des Chaleurs laquelle s'ouvre vers l'est sur le golfe du Saint-Laurent.

## Géographie
La rivière Causapscal prend sa source dans le canton de La Vérendry, dans les monts Chic-Chocs (faisant partie des Monts Notre-Dame).
Cette source est située dans le canton de La Vérendrye à :
- 2,5 km au sud de la limite sud du canton de Casault ;
- 18,9 km à l'est de la confluence de la rivière Causapscal ;
- 53,1 km au nord de la confluence de la rivière Matapédia.

À partir de sa source, le cours de la rivière Causapscal Sud coule sur 18,4 km réparti selon les segments suivants :
- 3,3 km vers le nord dans le canton de Lavérendrye, jusqu'à la limite sud du canton de Casault ;
- 2,7 km vers le nord-ouest, jusqu'au ruisseau Tremblay (venant du sud) ;
- 10,9 km vers le nord-ouest, en traversant une zone de marais, jusqu'à la rivière Causapscal Est (venant de l'est) ;
- 1,1 km vers le nord, jusqu'à la limite du canton de Lagrange ;
- 0,4 km vers le nord, jusqu'à la confluence de la rivière[2].

Cette confluence est située à :
- 20,6 km au nord-est de la confluence de la rivière Causapscal ;
- 56,9 km au nord de la confluence de la rivière Matapédia ;
- 111,3 km au nord-ouest du pont enjambant la rivière Ristigouche pour relier la ville de Campbellton (au Nouveau-Brunswick) et le village de Pointe-à-la-Croix (au Québec).

## Toponymie
Le terme Causapscal est lié à une dizaine de toponymes de la vallée de la Matapédia.
Le toponyme rivière Causapscal Sud a été officialisé le 5 décembre 1968 à la Commission de toponymie du Québec.